# Клозе, Гиацинт
Гиаци́нт Элеоно́р Клозе́ (фр. Hyacinthe Eléonore Klosé; 11 октября 1808, остров Корфу — 29 августа 1880, Париж) — французский кларнетист и композитор, профессор Парижской консерватории. Известен как один из создателей (совместно с Луи-Огюстом Бюффе) современной модели инструмента.
Клозе приехал в Париж в раннем возрасте и в течение нескольких лет играл на кларнете в оркестре Королевской гвардии. В 1831 году он поступил в Парижскую консерваторию в класс Фредерика Берра, и по её окончании стал руководителем духового оркестра и преподавателем Военно-музыкальной школы при консерватории. Кроме того, Клозе играл в оркестре Итальянской оперы (исполняя партию сначала второго кларнета, а с 1841 года, после ухода Ивана Мюллера — первого) и часто выступал как солист, демонстрируя большое мастерство. В 1838 году сменил скончавшегося Берра на посту профессора, и в это же время начал активно искать возможности для улучшения конструкции кларнета.
С помощью музыкального мастера Луи-Огюста Бюффе Клозе принимал активное участие в создании модели инструмента, на которой впервые была применена система кольцевых клапанов, изобретённая в 1832 году флейтистом Теобальдом Бёмом и позволившая улучшить интонирование звучания и расширить диапазон инструмента. В 1839 году такой кларнет был впервые продемонстрирован публично, а в 1844 — запатентован под названием «кларнет с движущимися кольцами». Инструменты с подобной системой клапанов сразу приобрели огромную популярность, что привело к их массовому производству и (с дальнейшими усовершенствованиями) использованию в музыке. Такие кларнеты (с 1860-х годов называемые «кларнетами Бёма») в ходу и в наше время.
На посту профессора консерватории Клозе проработал более тридцати лет. За эти годы он воспитал многих известных в своё время кларнетистов, таких как Сириль Роз, Шарль Тюрбан и др. В числе его учеников была также юная Августа Ольмес, впоследствии ставшая композитором.
Клозе — автор ряда сочинений для кларнета (фантазий на темы из опер) и «Полной школы игры на кларнете» (Méthode complète de clarinette) в пяти частях, пользовавшейся огромной популярностью в течение многих лет и применявшуюся даже при обучении игре на саксофоне. В 1864 году он стал кавалером Ордена Почётного легиона.